# Hit Mania 2007
Hit Mania 2007 è una compilation di artisti vari facente parte della serie Hit Mania.
La compilation è mixata dal dj Mauro Miclini.

## Tracce
1. Regina Spektor – Fidelity
2. Ayo – Down On My Knees
3. Paris Hilton – Stars Are Blind
4. Christina Aguilera – Ain't No Other Man
5. The Pussycat Dolls – Buttons (feat. Snoop Dogg)
6. James Kakande – Sometimes
7. Neffa – Cambierà
8. Freshlyground – Doo Be Doo Bacon & Quarmby Mix
9. James Morrison – You Give Me Something
10. Paolo Nutini – Last Request
11. Fabri Fibra – Mal Di Stomaco
12. Bloom 06 – In The City
13. Bob Sinclar & Cutee B. – Rock This Party (Everybody Dance Now) (feat. Dollarman & Big Ali)
14. Nelly Furtado & Timbaland – Promiscuous (Awell Remix)
15. Spoonface – Here For You
16. David Guetta Vs. The Egg – Love Don't Let Me Go (Walking Away)
17. Fedde Le Grand – Put Your Hands Up For Detroit
18. Tom Novy – The Power (feat. Tv Rock & Snap!)
19. Bodyrox – Yeah Yeah (feat. Luciana)
20. The Similou – All This Love
21. Jealousy – Lucy
22. Liset – Gimme The Bill (feat. Dino)
23. Miguel Ángel Muñoz – Diras Que Estoy Loco
24. Checco Zalone – I Juventini